# Uncle Meat
Uncle Meat (рус. Скупщик краденного мяса) — пятый студийный альбом группы The Mothers of Invention, выпущенный в виде двойного в 1969 году. Uncle Meat изначально был разработан как часть проекта No Commercial Potential, который породил три альбома с концептуальной тематикой: We’re Only in It for the Money, Lumpy Gravy и Cruising with Ruben & the Jets.
Альбом также служил в качестве саундтрека к предлагаемому научно-фантастическому фильму, который не был завершён, хотя и содержал отснятый материал, который был выпущен Заппой в 1987 году. Музыка альбома весьма разнообразная по стилю, основу которой положили джаз, блюз, рок-н-ролл и прогрессив-рок. Uncle Meat после выпуска стал коммерчески успешным альбомом и был высоко оценен за свою инновационную технику записи и редактирования, в том числе за эксперименты по перемотки ленты, наложению, а также звуковым эффектам. На альбоме также присутствуют песни, записанные с разных концертов группы.

## Список композиций
1. Uncle Meat: Main Title Theme — 1:56
2. The Voice of Cheese — 0:26
3. Nine Types of Industrial Pollution — 6:00
4. Zolar Czakl — 0:54
5. Dog Breath, in the Year of the Plague — 3:59
6. The Legend of the Golden Arches — 3:28
7. Louie Louie (At the Royal Albert Hall in London) — 2:19
8. The Dog Breath Variations — 1:48
9. Sleeping in a Jar — 0:50
10. Our Bizarre Relationship — 1:05
11. The Uncle Meat Variations — 4:46
12. Electric Aunt Jemima — 1:46
13. Prelude to King Kong — 3:38
14. God Bless America (Live at the Whisky A Go Go) — 1:10
15. A Pound for a Brown on the Bus — 1:29
16. Ian Underwood Whips It Out (Live on stage in Copenhagen) — 5:05
17. Mr. Green Genes — 3:14
18. We Can Shoot You — 2:03
19. If We’d All Been Living in California… — 1:14
20. The Air — 2:57
21. Project X — 4:48
22. Cruising for Burgers — 2:18
23. King Kong Itself (as played by the Mothers in a studio) — 0:49
24. King Kong (its magnificence as interpreted by Dom DeWild) — 1:21
25. King Kong (as Motorhead explains it) — 1:44
26. King Kong (the Gardner Varieties) — 6:17
27. King Kong (as played by 3 deranged Good Humor Trucks) — 0:34
28. King Kong (live on a flat bed diesel in the middle of a race track at a Miami Pop Festival . . . the Underwood ramifications) — 7:24

## Участники записи
The Mothers of Invention
- Фрэнк Заппа — гитара, вокал, перкуссия
- Рэй Коллинз (покинул группу в августе 1968 года) — вокал
- Джимми Карл Блэк — ударные
- Рой Эстрада — бас-гитара
- Дон Престон — электропианино, орган
- Билл Манди — ударные (покинул группу в декабре 1967 года)
- Банк Гарднер — пикколо, флейта, кларнет, бас-кларнет, сопрано-саксофон, альт-саксофон, тенор-саксофон, фагот
- Йен Андервуд — электроорган, пианино, клавесин, челеста, флейта, кларнет, альт-саксофон, баритон-саксофон
- Арт Трипп III — ударные, тимпани, вибрафон, маримба, ксилофон, дощечки, колокольчики, тарелки
- Джеймс Шервуд — тенор-саксофон, тамбурин

Особая благодарность:
- Рут Андервуд, которая играет на маримбе и вибрафоне с Арт Трипом на многих треках и
- Нелси Уолкер — сопрано с Рэйем и Ройем на треках Dog Breath и The Uncle Meat Variations.

Выпуск подготовили:
- Фрэнк Заппа — продюсер
- Джерри Хансен — инженер
- Джеймс Шервуд — техник, хореограф
- Арт Трипп — советник
- Кэл Шенкель — дизайн обложки
- Рой Эстрада — помощник дизайнера
- Йен Андервуд — копировщик, особый ассистент